# Schwerin

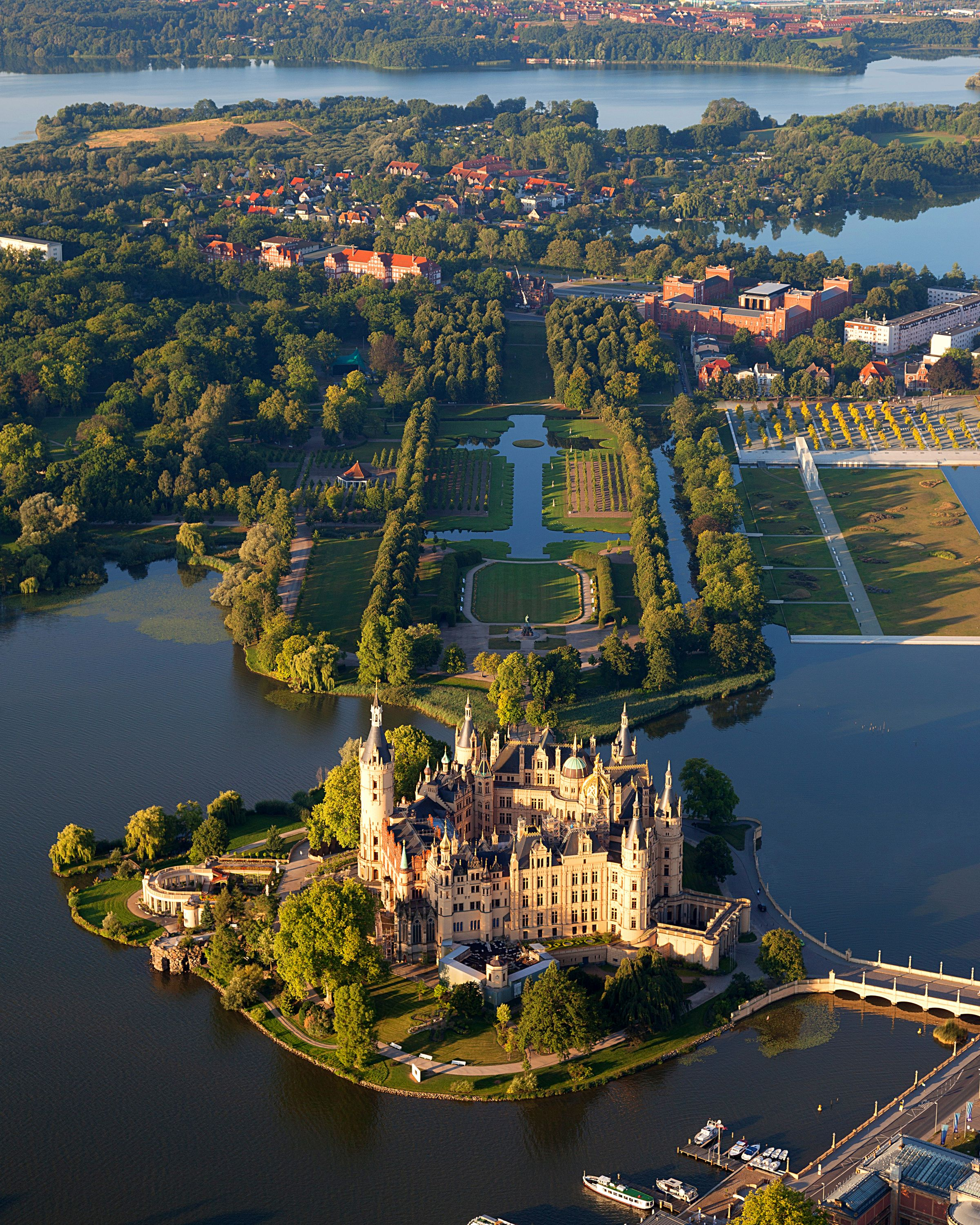

Schwerin là một thành phố trong miền bắc nước Đức, thủ phủ của tiểu bang Mecklenburg-Vorpommern và là thành phố lớn thứ nhì của tiểu bang sau Rostock. Scwerin là thủ phủ Đức nhỏ nhất. Các thành phố lớn gần đấy là Lübeck, khoảng 54 km về phía tây-bắc, Rostock, khoảng 69 km hướng đông-bắc, và Hamburg, khoảng 94 km về phía tây.
Dân số thành phố vượt ngưỡng 100.000 vào năm 1972 và qua đó Schwerin trở thành thành phố lớn. Thế nhưng hiện nay dân số đã giảm xuống dưới ranh giới này.